# Dominik Leibl
Dominik Leibl (1. dubna 1869 Sennfeld – 25. prosince 1949 Hradec) byl československý politik německé národností a meziválečný poslanec Národního shromáždění.

## Biografie
Narodil se v Sennfeldu u Badenu v Německu. Jako stolařský učeň se přestěhoval do Vídně a zde začal být aktivní v dělnickém hnutí. Založil spolek stolařů. Později žil jako stolař a malorolník v Hradci u Stoda. Obhajoval práva malorolníků a domkařů v západních Čechách. V roce 1909 založil v Kozolupech u Plzně spolek německých malorolníků a domkářů. Spolek vydával list Warheit, později Kleiner Bauer. Leibl vedl redakci. Za první světové války byl povolán do armády a vydávání listu bylo přerušeno. Spolek obnovil činnost roku 1920 a téhož roku se Leibl stal jeho předsedou. Podle údajů k roku 1929 byl profesí rolníkem v Hradci u Stoda.
V parlamentních volbách v roce 1920 získal za Německou sociálně demokratickou stranu dělnickou v ČSR poslanecké křeslo v Národním shromáždění. Mandát obhájil v parlamentních volbách v roce 1925 i parlamentních volbách v roce 1929. V parlamentu se podílel na debatách o zákonech o půdní reformě a začlenění majetku. Ve svém domě v Hradci měl zřízenou bezplatnou právní poradnu. Zasadil se o postavení silničního betonového mostu přes Radbuzu směrem na Střelice.
Po okupaci Sudet žil ve svém domě fakticky v domácím vězení. Zemřel v Hradci a zde byl pochován do rodinné hrobky.